# WrestleMania 2
WrestleMania 2 — вторая по счёту WrestleMania, PPV-шоу производства американского рестлинг-промоушна World Wrestling Federation (WWF, ныне WWE). Шоу прошло 7 апреля 1986 года одновременно на трех аренах: «Нассау Ветеранз Мемориал Колизеум» в Юниондейле, Нью-Йорк; «Роузмонт Хорайзон» в Роузмонте, Иллинойс; и на «Мемориальной спортивная арена Лос-Анджелеса» в Лос-Анджелесе, Калифорния.
На каждой арене прошло по четыре матча, в общей сложности 12 матчей. Главным событием в Юниондейле был боксерский матч Мистера Ти против Родди Пайпера. В Чикаго в главном событии командные чемпионы WWF Грег Валентайн и Брутус Бифкейк защищали свои титулы против Дэйви Бой Смита и Динамит Кида. В главном событии в Лос-Анджелесе чемпион мира WWF в тяжелом весе Халк Хоган защищал свой титул против Кинг-Конга Банди в матче в стальной клетке.

## Результаты
| №                             | Матчи в Юниондейле | Условия                                                     | Время |
| ----------------------------- | --- | ----------------------------------------------------------- | ----- |
| 1                             | Пол Орндорфф и Великолепный Мурако (с Мистером Фудзи) закончили матч по двойному отсчёту                                                                                    | Одиночный матч                                              | 04:10 |
| 2                             | Рэнди Сэвидж (с) (с Мисс Элизабет) победил Джорджа Стила | Одиночный матч за титул интерконтинентального чемпиона WWF  | 05:10 |
| 3                             | Джейк Робертс победил Джорджа Уэллса | Одиночный матч                                              | 03:15 |
| 4                             | Мистер Ти (с Джо Фрейзером) победил Родди Пайпера (с Бобом Ортоном и Лу Дувой) по дисквалификации                                                                           | Боксерский матч                                             | 13:14 |
| №                             | Матчи в Роузмонте | Тип матча                                                   | Время |
| 1                             | Невероятная Мула (с) победила Вельвет Макинтайр | Одиночный матч за титул чемпиона WWF среди женщин           | 01:25 |
| 2                             | Капрал Киршнер победил Николая Волкова (с Фредди Блэсси) | Одиночный матч с флагами                                    | 02:05 |
| 3                             | Андре Гигант победил 19 других участников, выбросив последним Брета Харта                                                                                                   | Баттл-роял WWF против NFL                                   | 09:13 |
| 4                             | «Британские бульдоги» (Дэйви Бой Смит и Динамит Кид) (с Оззи Осборном и Лу Альбано) победили «Команду мечты» (Грега Валентайна и Брутуса Бифкейка) (с) (с Джонни Вэлиантом) | Командный матч за титул командных чемпионов WWF             | 13:03 |
| №                             | Матчи в Лос-Анджелесе | Тип матча                                                   | Время |
| 1                             | Рики Стимбот победил Геркулеса Эрнандеса | Одиночный матч                                              | 07:27 |
| 2                             | Эдриан Адонис (с Джимми Хартом) победил Дядю Элмера | Одиночный матч                                              | 03:01 |
| 3                             | Терри Фанк и Хосс Фанк (с Джимми Хартом) победили Помойного пса и Тито Сантану                                                                                              | Командный матч                                              | 11:42 |
| 4                             | Халк Хоган (с) победил Кинг-Конга Банди (с Бобби Хинаном) | Матч в стальной клетке за титул чемпиона WWF в тяжёлом весе | 10:15 |
| (c) — чемпион на начало матча | |                                                             |       |

1. ↑  Другие участники: Джимбо Коверт (игрок NFL — Chicago Bears), Педро Моралес, Тони Атлас, Тед Арсиди, Харви Мартин, Дэнни Спиви, Хибилли Джим, Король Тонга, Железный Шейх, Эрни Холмс, Брайян Блэр, Джим Брунзел, Большой Джон Стадд, Билл Фралик, Джим Нейдхарт, Русс Францис, Бруно Саммартино, и Уильямм Перри.